# ルシタニア

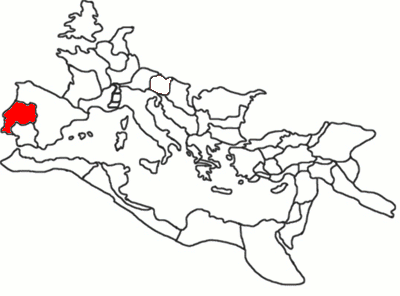
ルシタニア属州（120年）

ルシタニア（ラテン語: Lusitania）は、古代ローマの属州。現在のポルトガルおよびスペイン西部（現在のエストレマドゥーラ州）に該当する。

## 歴史

### ルシタニア人
最初にこの地にやってきた人種はルシタニ族と呼ばれている。インド・ヨーロッパ語族という事からアルプスより移動してきた可能性はある。紀元前6世紀の事と言われるが、歴史学、考古学としてはいまだ時代の裏付けは定まっていない。ルシタニ族はカルタゴの傭兵として初めてティトゥス・リウィウスの記述に出てくる。
紀元前179年、ルキウス・ポストゥミウス・アルビヌスがルシタニ族を撃破した功績（第一次ケルティベリア戦争）により凱旋式を敢行している。しかし紀元前155年にルシタニ族はジブラルタルまで南下したが、紀元前153年に同地でその年のプラエトルであったルキウス・ムンミウスに敗れた。
セルウィウス・スルピキウス・ガルバはルシタニ族と同盟を結ぶと騙してルシタニ族を破り、捕虜にした者を奴隷として売り払ったが、これがさらなる反乱を引き起こした（ルシタニア戦争)。その後、デキムス・ユニウス・ブルトゥス・カッライクスとガイウス・マリウスが紀元前113年に勝利を挙げ、この頃までにルシタニアの大部分がローマ領となった。

### ローマ属州
紀元前70年代にローマへ反乱を起こしたクィントゥス・セルトリウスが支配体制を強固にし、紀元前60年にはガイウス・ユリウス・カエサルがルシタニ族やガッラエキ族を討伐した。最終的にアウグストゥスによってイベリア半島全域がローマの支配下に入り、イベリア半島は3分割されて、北東方は「タッラコネンシス」、南方は「バエティカ」、西方は「ルシタニア」と名付けられた。ルシタニア属州の州都はエメリタ・アウグスタ（Emerita Augusta、現：メリダ）に置かれた。
皇帝ネロの時代にはネロの友人でもあったオトが総督としてこの地域を統治、善政を布いた。しかし、タッラコネンシスの総督であったガルバがネロに反旗、オトもガルバを支持、ネロは元老院より「国家の敵」と宣言され、自殺する。そしてユリウス＝クラウディウス朝は断絶、内戦の幕開けとなった。

## ルシタニアを題材とした作品
ポルトガルの国民詩人ルイス・デ・カモンイスの有名な詩「ウズ・ルジアダス」がある。

## ルシタニアに由来する命名
この名を持つイギリス船籍の客船に起こったルシタニア号事件が、第一次世界大戦におけるアメリカ参戦の契機となった。